# Franse Kerk (Voorburg)

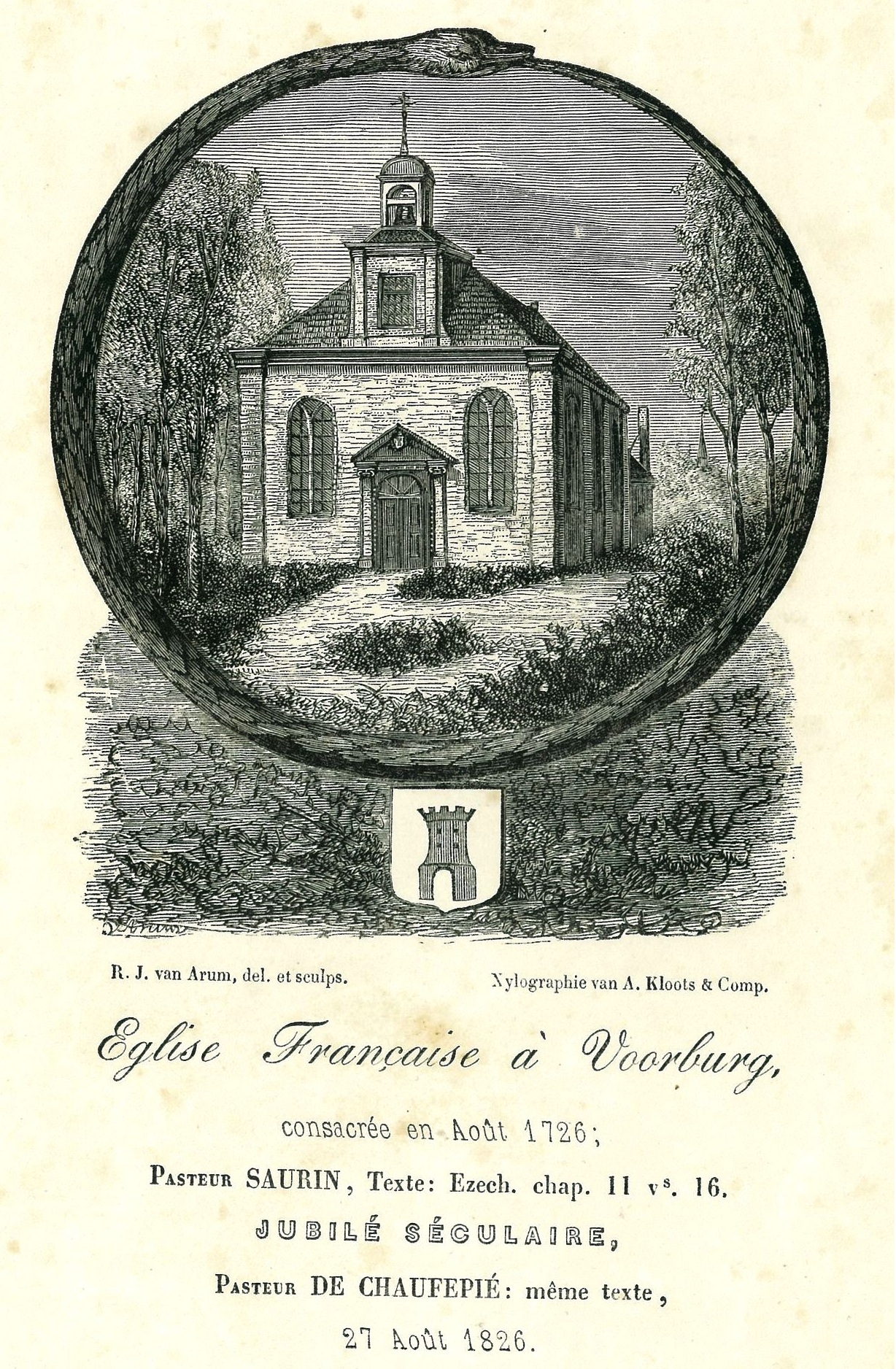
De Franse kerk in 1850. Houtgravure.

De Franse kerk (Église Française) in Voorburg is in 1726 gesticht door hugenoten. Het kerkje ligt in het oude centrum van de Nederlandse plaats Voorburg, provincie Zuid-Holland. Sinds 1926 vinden er geen Franstalige diensten meer plaats; het kwam in handen van de Gereformeerde Kerk Vrijgemaakt, sinds 2023 Nederlandse Gereformeerde Kerken. Het gebouw is een rijksmonument.

## Achtergrond en gebruik
Omstreeks 1685 ontvluchtten 200.000 protestanten, die zichzelf hugenoten noemden, Frankrijk.  Bloedige vervolgingen dreven 35.000 van hen naar de Noordelijke Nederlanden. Daar vonden ze geloofsgenoten. In Voorburg vestigden zich relatief veel hugenoten die aan hun Franse identiteit bleven vasthouden. Dat paste in de trend van verfransing in de Republiek der Nederlanden. Dit creëerde de voedingsbodem waarop in 1726 de Franse kerk werd gebouwd. Ook Voorburgers die niet tot de hugenoten behoorden voelden zich tot de kerkgemeenschap aangetrokken. Zij maakten er een gewoonte van om 'op z'n Frans' ter kerke te gaan. Zo werd de kerk een gebedshuis voor hugenoten én hun dorpsgenoten.

Tot 1750 kende de kerk een grote bloei met een deftige uitstraling. De groei nam daarna in snel tempo af. In 1926, na precies 200 jaar, was het aantal leden zo afgenomen dat aan de Franstalige diensten een einde kwam. Het kerkje werd toen verhuurd aan de Vereniging van Vrijzinnig Godsdienstigen te Voorburg. In 1941 voegden de paar overgebleven leden van de oorspronkelijke Franse kerk zich bij de Waalse kerk in Den Haag. Uiteindelijk werd op 31 december 1948 het kerkje verkocht aan de Gereformeerde Kerk Vrijgemaakt, met 53.000 gulden de hoogste bieder. Voor dit kerkgenootschap met circa 200 leden is Église Française nog slechts de naam van het gebouw.

## Gebouw: stijl en interieur
De Franse kerk werd in 1726 gebouwd in een zeer eenvoudige stijl. Het meest opvallend is de natuurstenen hoofdingang met timpaan en zuiltjes naar Ionisch voorbeeld. Op het dak staat een koepeltje met een klok uit 1782 van een anonieme gieter, met een diameter van 30 cm.
Aan weerszijden van de kansel waren Bijbelteksten geschilderd. Daarvan is er nog één -hoewel niet meer in het Frans- te zien. Van vroeger resteren de kansel, twee psalmborden en een extrait, waarop onder andere een lijst van predikanten staat. Het oorspronkelijke zilveren avondmaalstel is te bewonderen in het Museum Catharijneconvent te Utrecht.

Oorspronkelijk was het gebouw kleiner (3 traveeën met 8 boogramen, waarvan 2 aan de voorzijde). In 1958 is de kerk ingrijpend verbouwd en uitgebreid. Er werd een travee (met boogvenster) bijgebouwd en het mooi beschilderde, maar vermolmde plafond werd vervangen door houten schrootjes. Ook kwam er aan de achterzijde een aanbouw voor vergaderingen. In 2003 zijn vele kozijnen gerestaureerd en kreeg de kerk rondom nieuwe beglazing.

## Orgel
Het orgel stond oorspronkelijk op de galerij, achter de loge van de familie Halewijn.

Het eerste orgel was afkomstig uit de Remonstrantse kerk in Den Haag. Bouwer was Isaac Reichner en het is geplaatst in 1806. Omstreeks 1928 moet er een nieuw orgel geplaatst zijn. In 1959 werd wederom een nieuw orgel geplaatst van de firma Verweijs uit Amsterdam, dat in 1975 (en wellicht in 1997 nogmaals) werd gerestaureerd. Bij het verplaatsen naar beneden -met de speeltafel naast de kansel- is het fraaie front verdwenen. Wel bleef veel oud pijpwerk gespaard. In september 2012 werd het orgel wederom vervangen, ditmaal door het Flentroporgel dat van de gereformeerde gemeente in Elspeet was gekocht.

## Diensten
Diensten vinden plaats elke zondag om 10.00 uur.

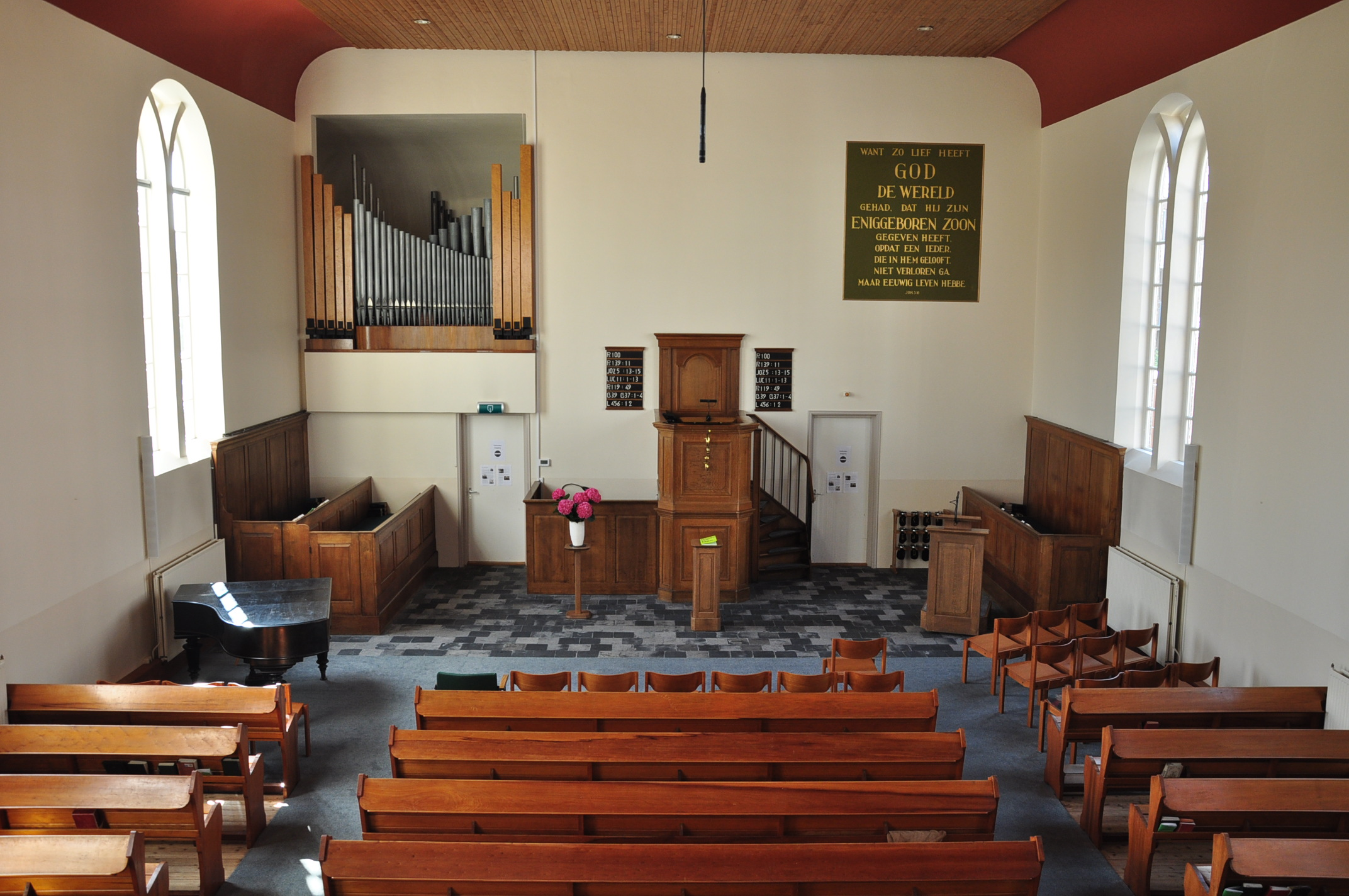
Interieur van de kerk
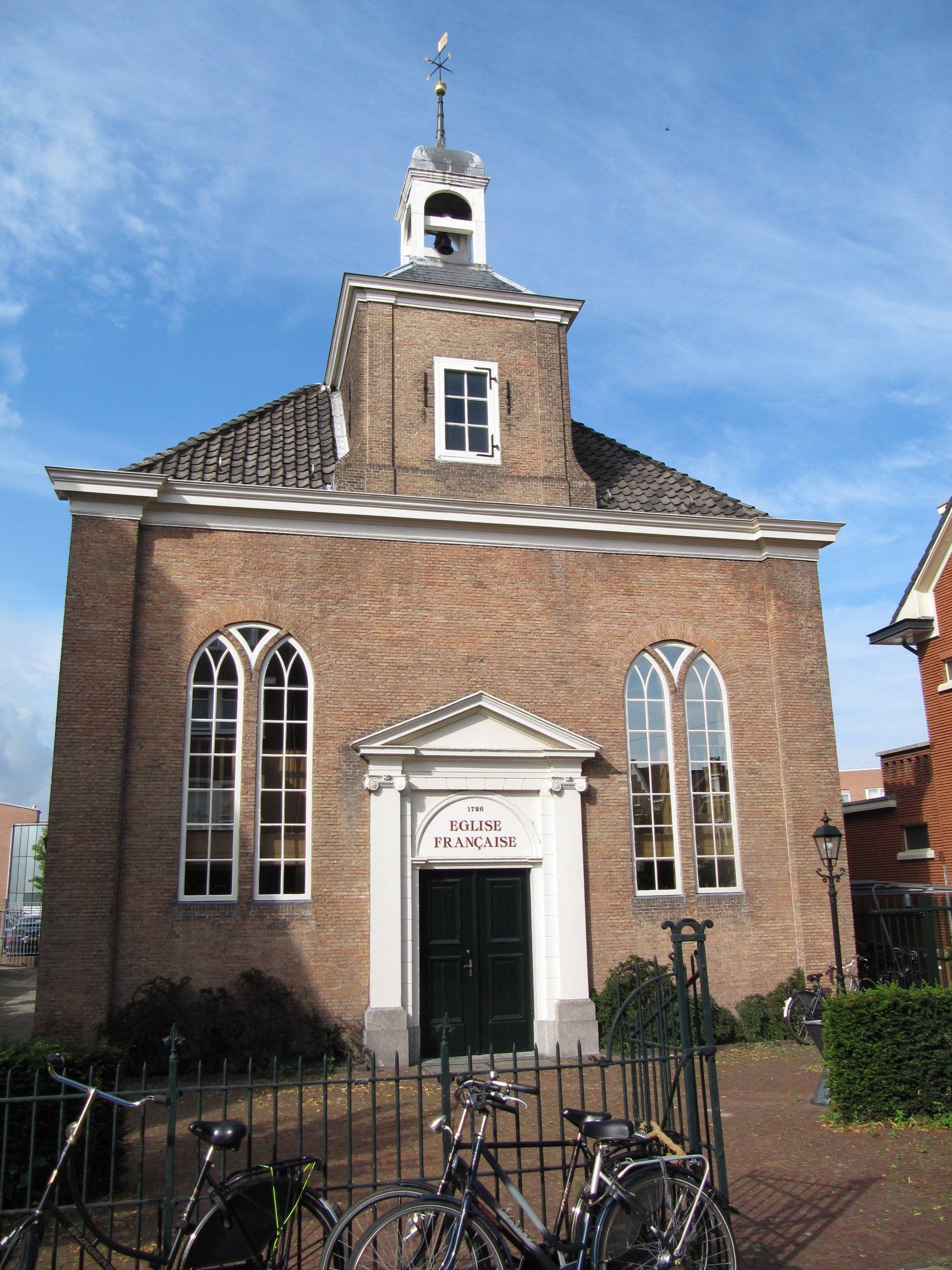
Façade van de kerk